# Борн (Масачусетс)
Борн (енгл. Bourne) насељено је место без административног статуса у америчкој савезној држави Масачусетс.

## Демографија
По попису из 2010. године број становника је 1.418, што је 25 (-1,7%) становника мање него 2000. године.
| Група             | 2000.         | 2010.         |
| Белци             | 1.362 (94,4%) | 1.323 (93,3%) |
| Афроамериканци    | 4 (0,3%)      | 13 (0,9%)     |
| Азијати           | 6 (0,4%)      | 21 (1,5%)     |
| Хиспаноамериканци | 10 (0,7%)     | 11 (0,8%)     |
| Укупно            | 1.443         | 1.418         |